# Будівля залізничного вокзалу (Чернігів)
Буді́вля залізни́чного вокза́лу — пам'ятка архітектури місцевого значення в Чернігові. Будівля використовується за призначенням як станція «Чернігів».

## Історія
Рішенням виконкому Чернігівської обласної ради народних депутатів від 26.03.1984 № 118 надано статус пам'ятка архітектури місцевого значення з охоронним № 14-Чг.
Будівля має власну територію пам'ятки і розташована в охоронній зоні (забудова навколо вокзальної площі, також включає меморіальну дошку, на честь чернігівців — героїв-підпільників), згідно з правилами забудови та використання території. На будівлі встановлено інформаційну дошку.
2001 року на фасаді будівлі встановлено меморіальну дошку, на честь чернігівців — героїв-підпільників (часів Німецько-радянської війни) — пам'ятка історії нововиявлена з охоронним № 7014, згідно з наказом управління культури Чернігівської обласної державної адміністрації від 27.05.2003 № 122.

## Опис
Разом з іншими будівлями утворює архітектурний ансамбль Вокзальної площі.
1899 року працював залізничний вокзал («Старий Чернігів») на лівому березі Десни. 1916 року, у зв'язку з будівництвом лінії до Гомеля, почато будівництво нового вокзалу на правому березі. У 1920-ті роки побудовано залізничну лінію Чернігів—Ніжин. 4 листопада 1928 року, після завершення будівництва залізничних ліній до станцій «Новобілиця» (Гомель) та «Овруч», відкрито залізничний вокзал на правому березі Десни, а старий закрито. 1929 року побудовано міст через річку Десна, завдяки чому Чернігів зв'язано залізничним сполученням із Ніжином та Прилуками. Під час Німецько-радянської війни в липні 1941 року будівлю зруйнувала німецько-фашистська авіація.
У повоєнний час у період 1948—1950 років на місці зруйнованого побудовано нову будівлю залізничного вокзалу за проєктом архітекторів В. О. Лоскутова і Г. І. Гранаткіна. За іншими даними будівництво завершено 1949 року, а вокзал відкрито в січні 1950 року.
Цегляний, одно-трьох-поверховий, прямокутний у плані будинок. Складається з різновеликих обсягів, які поступово виростають до центра, над яким підноситься укритий шатром восьмерик (вежа). Фасад симетричний, спрямований до вокзальної площі, лінія карниза завершується численними фронтонами. У декорі поєднуються елементи класицизму і наришкінського бароко. Бічні секції мають аркади (по три колони, які утворюють по 4 аркових склепіння); далі в боки розташовано по входу, які прикрашені напівколонами та іншими елементами декору. Центральний об'єм будівлі виступає за основну лінію фасаду, є троє вхідних дверей, де перший поверх увінчує фронтон, далі розташовано арковий портал другого поверху з вікном, прикрашений декором і барельєфом (герб із прапорами). Центральний об'єм прикрашено з боків секціями з напівколонами, балконами і розетками, виходи на балкон і самі секції увінчують сандрики. Центральний зал прикрашено тематичними барельєфами.
1999 року будівлю відреставрували, зберігши споконвічний вигляд, за винятком кольору фасаду: перший поверх перефарбували із зеленого кольору в червоний.
Вокзал був місцем знімання серіалу «Небо в горошок» (2004 рік).